# 3987 Wujek
3987 Wujek este un asteroid din centura principală, descoperit pe 5 martie 1986 de Edward Bowell.